# Laura Pous Tió
Laura Pous Tio es una extenista profesional nacida el 1 de octubre de 1984 en Granollers, España.  El 30 de enero de 2012 llegó al puesto 72 del ranking de la WTA, el más alto de su carrera.
La tenista catalana ha ganado varios títulos del circuito challenger aunque aún no lo ha logrado en el circuito profesional WTA, aunque sí ha disputando 1 final en la disciplina de dobles. Disputó la final del torneo WTA de Fes (Marruecos), que no pudo ganar tras perder ante la neerlandesa Kiki Bertens por 7-5 y 6-0. 
Laura Pous ha participado en dos ediciones de los Juegos Mediterráneos, ganando la medalla de oro en Almería 2005 ante la también española Nuria Llagostera por 6-2 y 6-1, y la plata en Pescara 2009 cuando tuvo que retirarse en el tercer set por lesión ante la italiana Evelyn Mayr por 6-2, 6-7 y 2-5. Además, logró el oro en ambos campeonatos en la modalidad de dobles.

## Títulos WTA

### Individuales (0)
| Leyenda               |
| --------------------- |
| Grand Slam (0)        |
| Juegos Olímpicos (0)  |
| WTA Championships (0) |
| Premier Mandatory (0) |
| Premier 5 (0)         |
| Premier (0)           |
| International (0)     |

#### Finales (1)
| Fecha               | Torneo         | Superficie | Oponentes    | Resultado |
| ------------------- | -------------- | ---------- | ------------ | --------- |
| 29 de abril de 2012 | Fes, Marruecos | Arcilla    | Kiki Bertens | 3-6, 5-7  |

### Dobles (0)
| Leyenda               |
| --------------------- |
| Grand Slam (0)        |
| Juegos Olímpicos (0)  |
| WTA Championships (0) |
| Premier Mandatory (0) |
| Premier 5 (0)         |
| Premier (0)           |
| International (0)     |

#### Finales (1)
| N.º | Fecha                 | Torneos | Superficie | Pareja         | Oponentes                                    | Resultado           |
| --- | --------------------- | ------- | ---------- | -------------- | -------------------------------------------- | ------------------- |
| 1.  | 19 de febrero de 2011 | Bogotá  | Arcilla    | Sharon Fichman | Edina Gallovits-Hall Anabel Medina Garrigues | 6–2, 6–7(6), [9–11] |